# Berlin-Grünau
Pour les articles homonymes, voir Grünau.
Berlin-Grünau [ɡʀyːnaʊ̯]  est un quartier à Berlin, faisant partie depuis 2001 de l'arrondissement de Treptow-Köpenick. Le quartier a été incorporé à Berlin en 1920. Entre 1920 et 2001, il faisait partie du district de Köpenick.

## Population
Le quartier comptait 6 041 habitants le 1er janvier 2017 selon le registre des déclarations domiciliaires, c'est-à-dire 662 hab./km2.